# Mitsubishi Eclipse Cross
Mitsubishi Eclipse Cross — компактный кроссовер японской компании Mitsubishi Motors. Начало производства началось осенью 2017 года. Имя Eclipse перешло модели от выпускавшегося Mitsubishi в 1989-2011 годах спорткупе.
Премьера модели состоялась 7 марта 2017 года на выставке в Женеве, причём автомобиль был представлен практически в том виде, в каком он поступит в открытую продажу. Выпуск модели начнётся в четвёртом квартале 2017 года. Продажи начнутся на европейском рынке, позже - в Японии, США и Австралии.
В России модель ожидается в 2018 году, при этом рассматривается вариант локализации производства модели на заводе в Калуге.

## Технические характеристики
Eclipse Cross является оригинальной моделью - разработка была начата в 2013 году, ещё до поглощения Mitsubishi альянсом Рено-Ниссан, однако, унификация с моделями альянса возможна на уровне комплектующих.
Основой модели стала переработанная платформа Mitsubishi Outlander. Габариты: длина — 4405 мм, ширина — 1805 мм, высота — 1685 мм. Таким образом Eclipse Cross по габаритам находится между кроссоверами ASX (4295 мм) и Outlander (4695 мм). Колёсная база такая же, как у ASX и Outlander, — 2670 мм. Двигатель: 1,5-литровый бензиновый турбомотор 163 л/с, либо 2,2-литровый турбодизель 150 л/с.